# رامون زومر
رامون زومر (بالهولندية: Ramon Zomer)‏ (13 أبريل 1983 بألميلو في هولندا - ) هو لاعب كرة قدم هولندي في مركز الدفاع. شارك مع منتخب هولندا تحت 21 سنة لكرة القدم. أما مع النوادي، فقد لعب مع إن إي سي نيميخن وتفينتي أنشخيدة ونادي هيرنفين وهيراكليس ألميلو.

## روابط خارجية
- رامون زومر على موقع قاعدة بيانات كرة القدم.إي يو (الإنجليزية)
- رامون زومر على موقع Soccerway.com (الإنجليزية)